# Russische Badmintonmeisterschaft 2020
Die Russische Badmintonmeisterschaft 2020 fand vom 30. September bis zum 4. Oktober 2020 in Gattschina statt.

## Sieger und Platzierte
| Disziplin    | Gold                               | Silber                              | Bronze                                 |
| ------------ | ---------------------------------- | ----------------------------------- | -------------------------------------- |
| Herreneinzel | Vladimir Malkov                    | Sergey Sirant                       | Egor Kurdyukov                         |
| Herreneinzel | Vladimir Malkov                    | Sergey Sirant                       | Georgii Karpov                         |
| Dameneinzel  | Evgeniya Kosetskaya                | Anastasia Semenova                  | Elena Komendrovskaja                   |
| Dameneinzel  | Evgeniya Kosetskaya                | Anastasia Semenova                  | Alina Busygina                         |
| Herrendoppel | Alexandr Zinchenko Nikita Khakimov | Vladimir Ivanov Ivan Sozonov        | Rodion Kargaev Pavel Kotsarenko        |
| Herrendoppel | Alexandr Zinchenko Nikita Khakimov | Vladimir Ivanov Ivan Sozonov        | Georgiy Lebedev Egor Kholkin           |
| Damendoppel  | Anastasia Akchurina Olga Morozova  | Alina Davletova Evgeniya Kosetskaya | Viktoriia Kozyreva Mariia Sukhova      |
| Damendoppel  | Anastasia Akchurina Olga Morozova  | Alina Davletova Evgeniya Kosetskaya | Nina Vislova Viktoriia Vorobeva        |
| Mixed        | Rodion Alimov Alina Davletova      | Evgeny Dremin Evgenija Dimova       | Vitaliy Durkin Nina Vislova            |
| Mixed        | Rodion Alimov Alina Davletova      | Evgeny Dremin Evgenija Dimova       | Konstantin Abramov Anastasia Akchurina |